# 扬·苏希
扬·苏希（捷克語：Jan Suchý，1944年10月10日—2021年8月24日），生于哈夫利奇庫夫布羅德，捷克前男子冰球运动员。他曾代表捷克斯洛伐克国家队参加1968年冬季奥林匹克运动会冰球比赛，获得一枚银牌。